# عمر قهوجي
عمر قهوجي (بالتركية: Ömer Kahveci)‏ هو لاعب كرة قدم تركي في مركز حراسة المرمى، ولد في 15 فبراير 1992 في مدينة مرعش في تركيا. شارك مع منتخب تركيا تحت 17 سنة لكرة القدم ومنتخب تركيا تحت 19 سنة لكرة القدم ومنتخب تركيا تحت 21 سنة لكرة القدم. أما مع النوادي، فقد لعب مع أضنة دمير سبور وبوجاسبور.

## وصلات خارجية
- عمر قهوجي على موقع الاتحاد الدولي (مؤرشف)  (الإنجليزية)
- عمر قهوجي على موقع الاتحاد الأوربي (الإنجليزية)
- عمر قهوجي على موقع اتحاد تركيا (لاعب) (الإنجليزية)
- عمر قهوجي على موقع قاعدة بيانات كرة القدم.إي يو (الإنجليزية)
- عمر قهوجي على موقع Soccerway.com (الإنجليزية)
- عمر قهوجي على موقع عالم كرة القدم.نت (الإنجليزية)